# Haeyang-gyeongchal-cheong

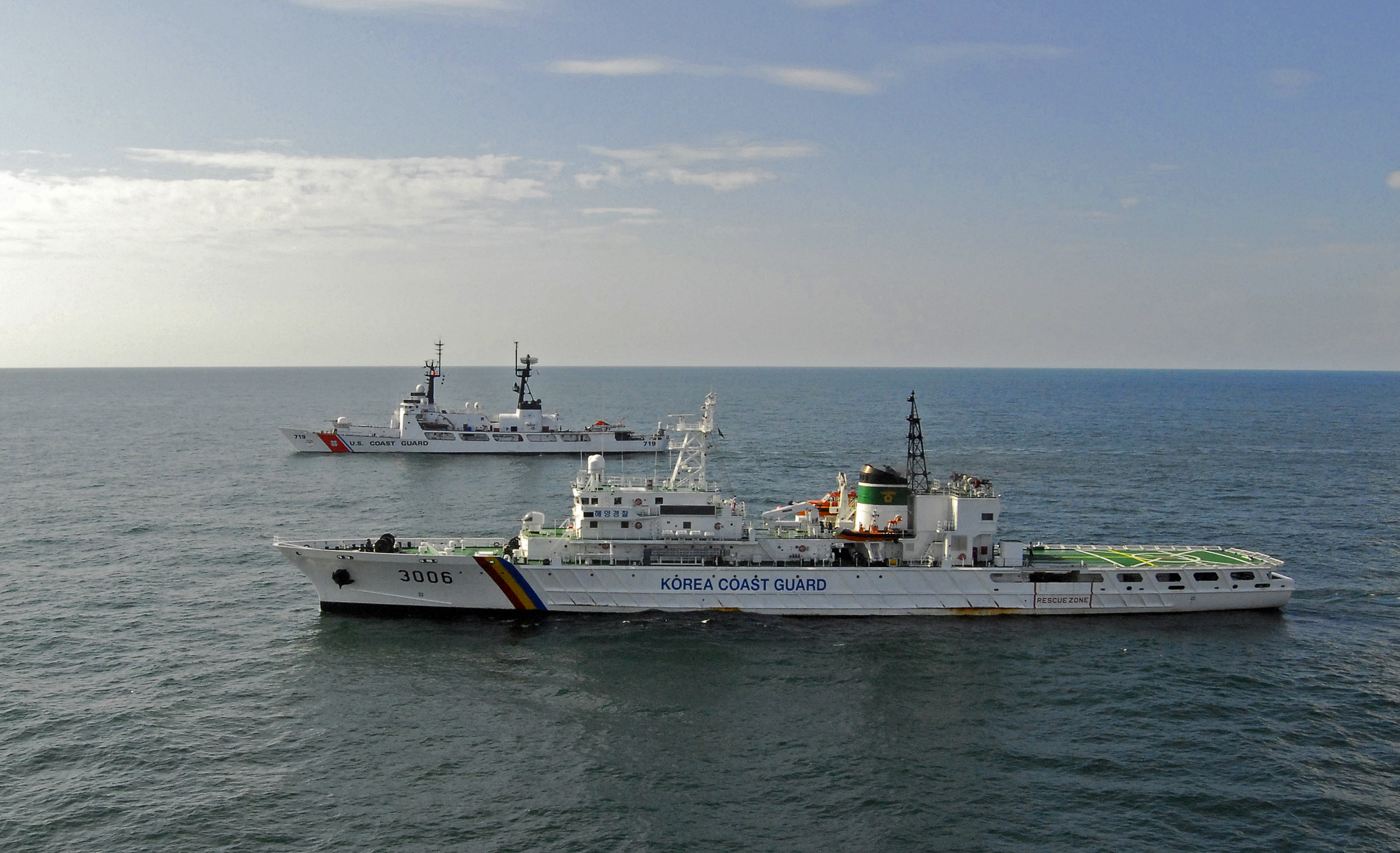
Il pattugliatore KCG 3006 in navigazione a fianco al guardacoste USCG Boutwell WHEC-719, agosto 2007.

La Haeyang-gyeongchal-cheong (in lingua italiana: Guardia costiera [sud]coreana, in coreano: 해양경찰청; letteralmente "Agenzia di polizia marittima", conosciuta internazionalmente con l'inglese Korea Coast Guard da cui la sigla KCG), è l'organismo della Corea del Sud cui compete la salvaguardia della vita umana e il coordinamento di ricerca e salvataggio (SAR) in mare nonché la gestione amministrativa, la sicurezza della navigazione, la lotta all'immigrazione clandestina, al narcotraffico e alla pirateria, la difesa delle acque territoriali e della zona economica esclusiva sudcoreana.

## Area di competenza
- Mar Giallo
- Mar del Giappone
- Oceano Pacifico

## Mezzi aerei
| Aeromobile                  | Origine     | Tipo               | Versione (denominazione locale) | In servizio (2019) | Note | Immagine |
| Aerei per impieghi speciali |             |                    |                                 |                    | |          |
| CASA CN-235                 | Spagna      | SAR                | CN-235-220M                     | 4                  | 4 CN-235 ordinati nel 2008 e tutti consegnati tra il 2011 ed il 2012. |          |
| Bombardier CL-604           | Canada      | SAR                | CL-604                          | 1                  | |          |
| CASA C-212 Aviocar          | Spagna      | SAR                | C-212                           | 1                  | |          |
| Elicotteri                  |             |                    |                                 |                    | |          |
| Kamov Ka-32                 | Russia      | SAR                | Ka-32C                          | 8                  | 8 Ka-32C consegnati a partire dal 2010. |          |
| AgustaWestland AW139        | Italia      | SAR                | AW139                           | 2                  | 3 AW139 consegnati a partire dal 2009. |          |
| Sikorsky S-92               | Stati Uniti | SAR                | S-92                            | 2                  | 1 esemplare ricevuto a marzo 2014, più uno consegnato a giugno 2017. Un terzo esemplare consegnato il 30 settembre 2022, con un quarto esemplare che dovrebbe essere consegnato nel 2023. Uno degli esemplari precedentemente consegnati perso in un incidente l'8 aprile 2022. |          |
| Bell 412                    | Stati Uniti | SAR                | Bell 412SP                      | 1                  | |          |
| Eurocopter AS 565 Panther   | Francia     | elicottero utility | AS 565                          | 5                  | 6 AS 565 consegnati a partire dal 2005. |          |